# St. Nicolai (Eckernförde)

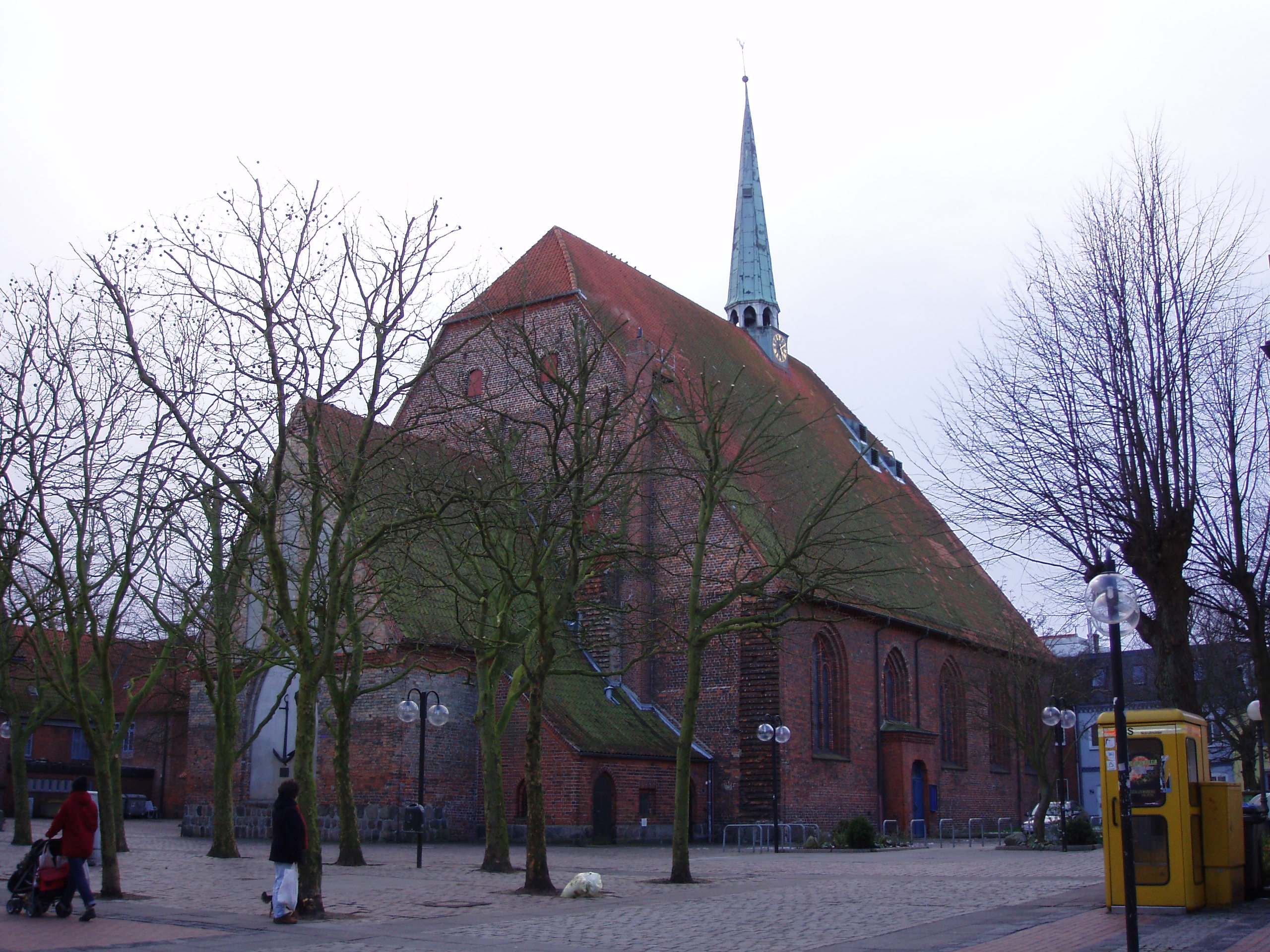
St. Nicolai, Außenansicht: links ein Teil der ursprünglichen Kirche, rechts der neuere Hallenbau, dazwischen ein Anbau von 1913

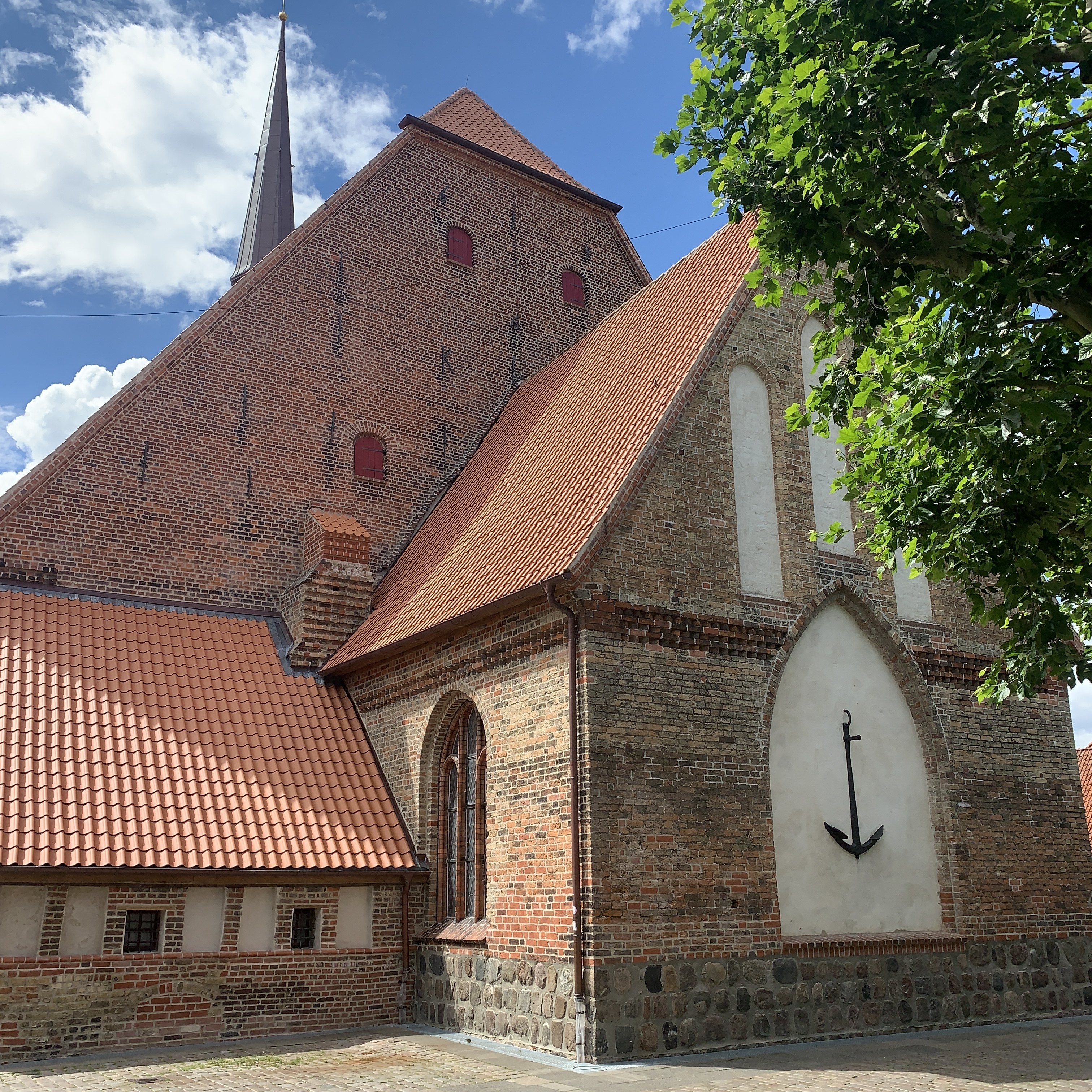
St. Nicolai Ostansicht.

St. Nicolai ist eine Hallenkirche aus rotem Backstein in der Fußgängerzone von Eckernförde.

## Baugeschichte
Die Baugeschichte der Eckernförder St.-Nicolai-Kirche geht bis in die erste Hälfte des 13. Jahrhunderts zurück. Aus der zunächst einschiffigen turmlosen romanischen Kirche entstand im Laufe der Jahrhunderte eine dreischiffige spätgotische Kirche mit einem Dachreiter.

### Ursprünglicher Kirchbau
Die Sankt-Nicolai-Kirche von Eckernförde war ursprünglich eine einschiffige turmlose Backsteinkirche romanischen Stils. Die Angaben über ihre Entstehung variieren innerhalb eines Zeitraums von 1200 bis 1250 (Slevogt z. B.: „um 1210“). Im Osten des heutigen Bauwerks ist von außen ein Teil des ehemaligen Kirchbaus als ein wie ein „kleinerer Anbau“ wirkender Teil deutlich von späteren Baumaßnahmen abgrenzbar zu erblicken. Er dient heute als Altarraum.

### Erste bauliche Veränderung

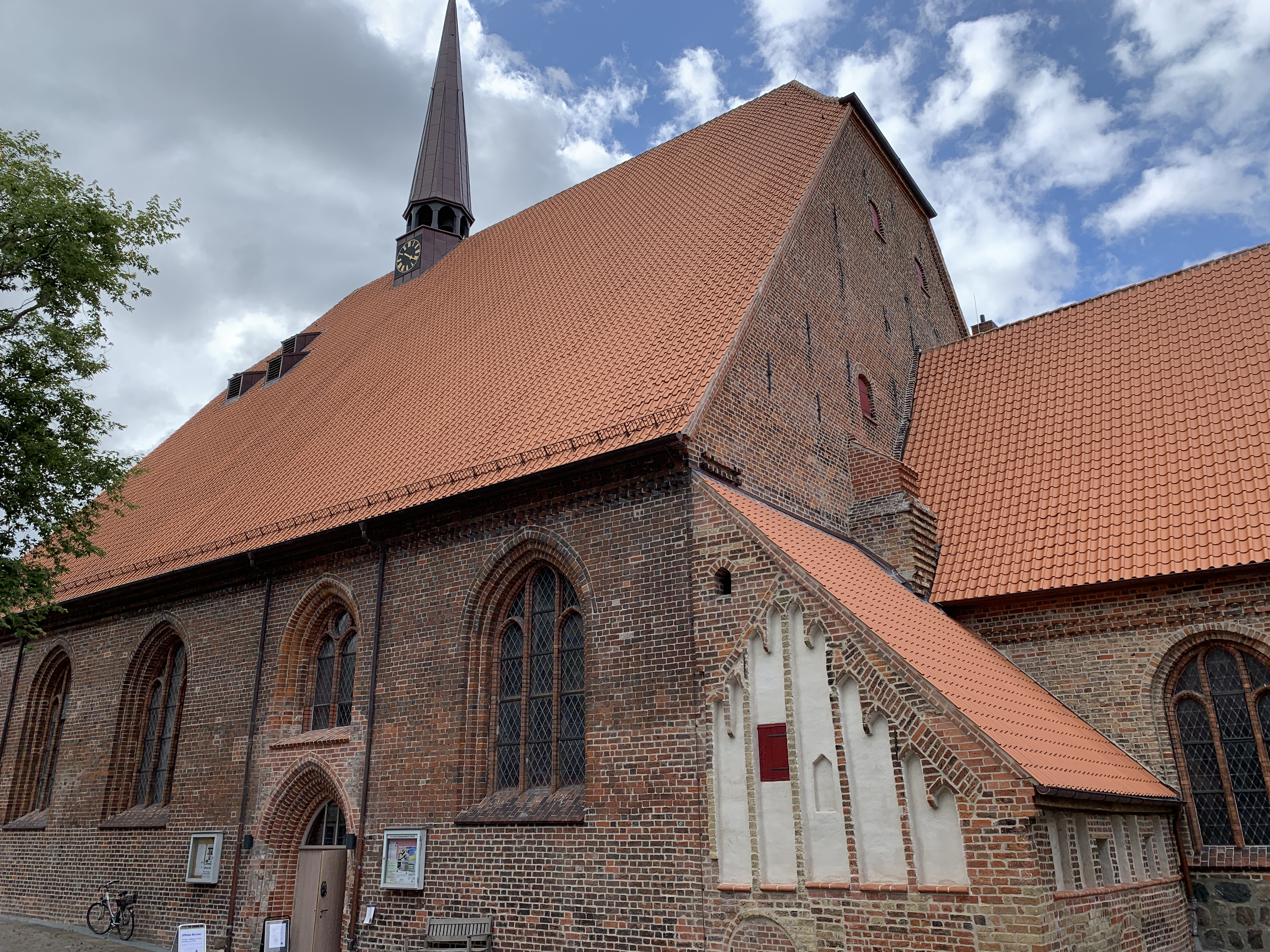
St. Nicolai Südansicht, rechts Anbau 14. Jhd.

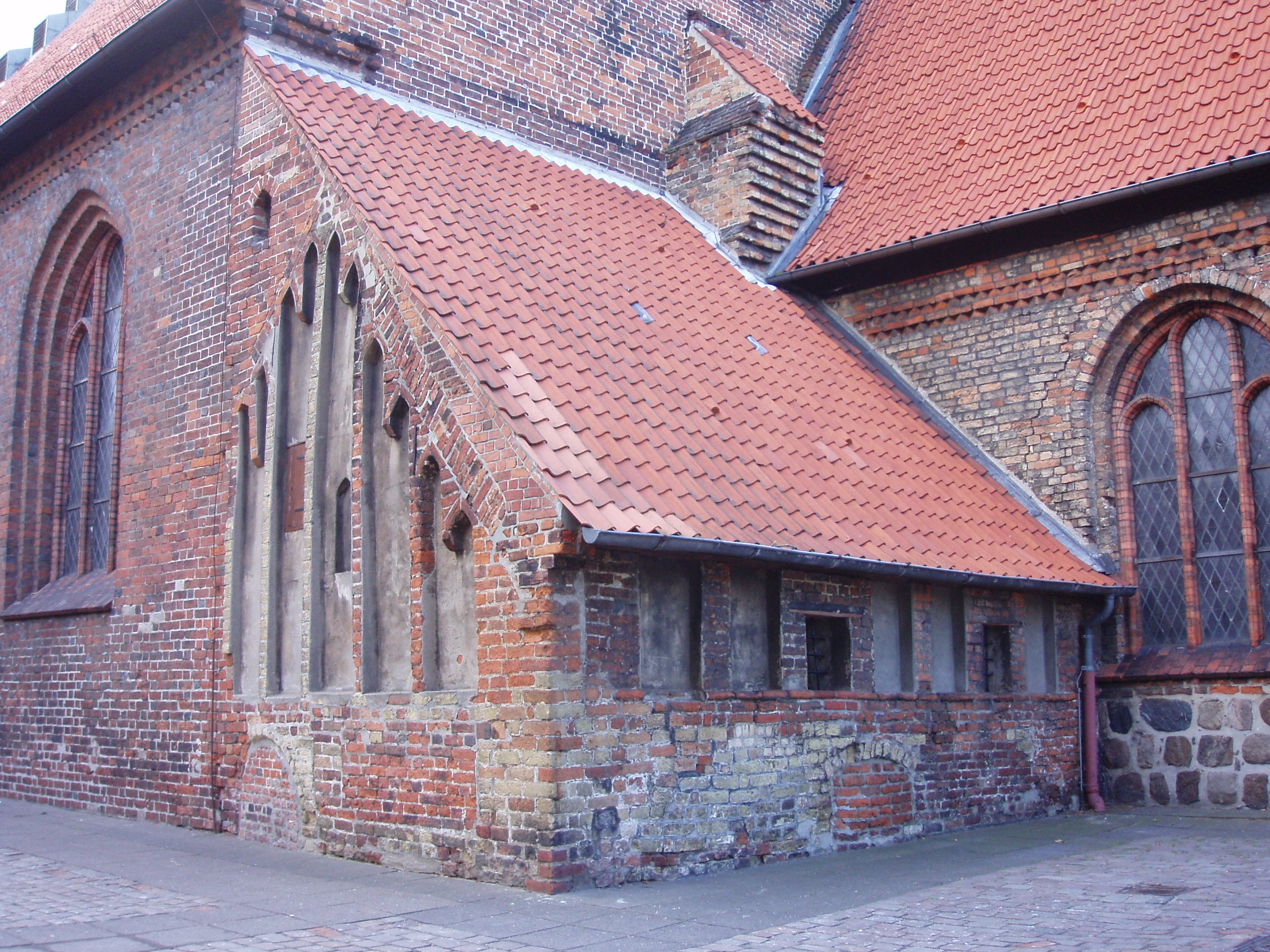
Detailansicht Rest des Anbaus Anf. 14. Jhd., rechts: Mauerwerk der ursprünglichen Kirche, links des Hallenbaus

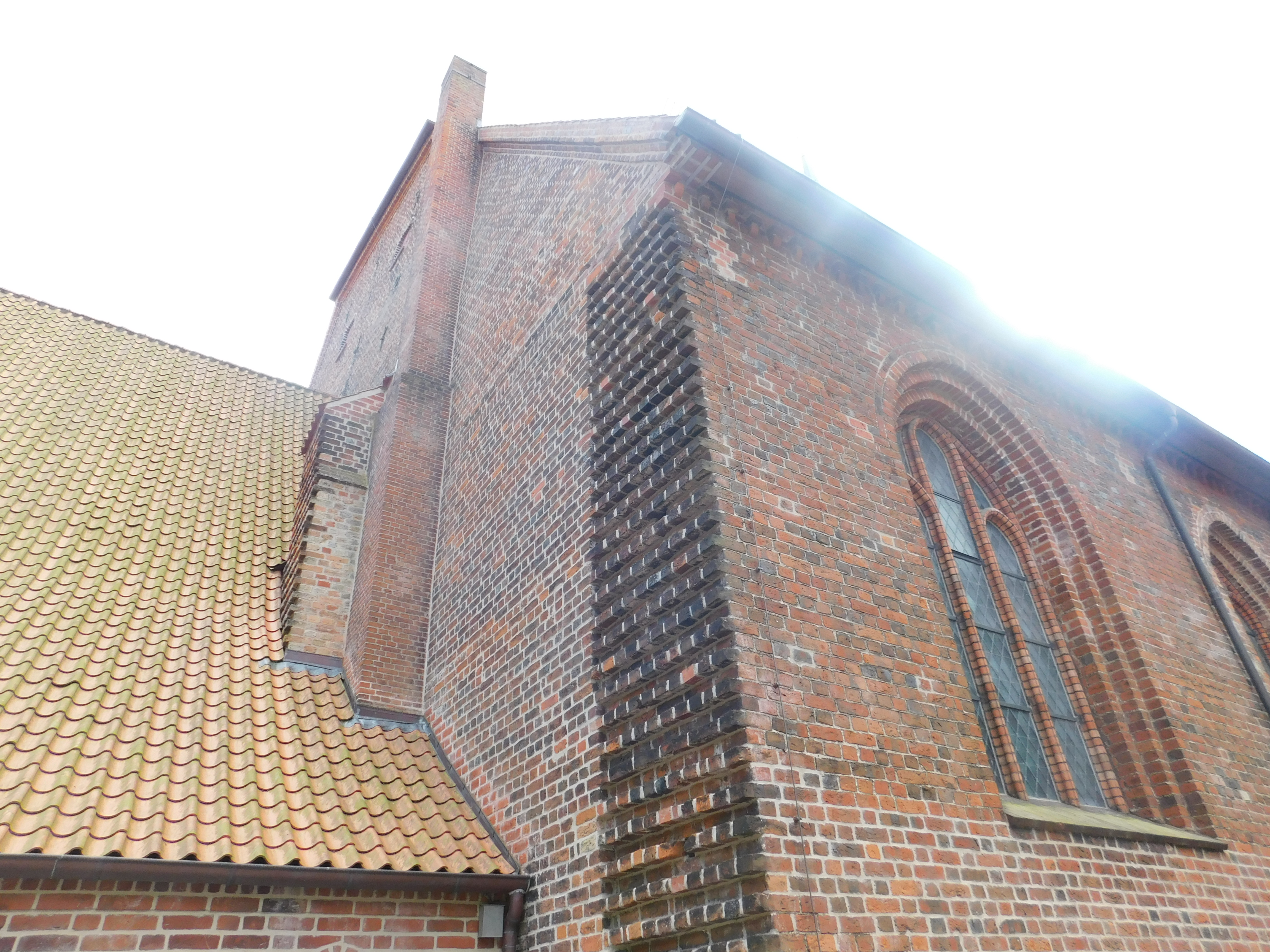
Die Steinverzahnungen am Mauerwerk deuten auf einen geplanten Weiterbau hin

Die erste bauliche Veränderung vollzog sich in etwa zwischen 1310 und 1350: Inzwischen zur Pfarrkirche ernannt, bekam die St.-Nicolai-Kirche ihren ersten Kirchturm im Westen als Kombination eines meterhohen Granitsteinfundaments und einer darauf gebauten Holzkonstruktion. Innerhalb des heutigen Bauwerks bildet die Granitmauer einen Teil der westlichen Außenwand und im Kircheninneren den Abschluss des Mittelschiffes gen Westen. Im Rahmen der ersten baulichen Veränderung wurde im Süden des Altarraums ein kleiner Ziegelanbau erstellt, dessen östlicher Teil heute noch vorhanden ist.

### Zweite bauliche Veränderung
Um das Jahr 1490 wurde die Holzturmkonstruktion durch einen auf dem vorhandenen Granitsteinfundament errichteten Backsteinkirchturm mit vierkantiger Dachspitze ersetzt.

### Dritte bauliche Veränderung
Das heutige äußerliche Erscheinungsbild von Sankt Nicolai stammt im Wesentlichen aus dem Umbau der Jahre 1521 bis 1530. In der Phase der dritten baulichen Veränderung entstand aus der einschiffigen romanischen Kirche eine dreischiffige spätgotische Staffelhalle. Die saloppe Formulierung, „der neue Kirchbau sei wie eine Schachtel über die alte Kirche 'rübergestülpt worden“ veranschaulicht treffend den Vorgang. Ein in der Sankt-Nicolai-Kirche ausgestelltes Modell zeigt diesen Bauvorgang. Im Rahmen dieser Gesamtbaumaßnahme von 1521–1530 wurde die Kirche in ihrer Gesamtbreite in etwa verdoppelt, nach dem Bau der neuen Außenmauern die bisherigen Nord- und Südmauern innerhalb der Halle abgetragen und durch vier Rundpfeiler, die sechs gedrückte Spitzbögen tragen, ersetzt und die westliche Hälfte des Anbaus aus dem frühen 14. Jahrhundert abgetragen.

### Weiterbau nicht vollzogen?
Die meisten Autoren (Schinkel, Seredszus u. a.) gehen davon aus, dass der Hallenbau 1530 nur in etwa zu zwei Dritteln der Planung (zum einen aus aufkommendem Geldmangel – zum anderen aufgrund der Reformation) vollendet wurde und ein Weiterbau zu einem späteren Zeitpunkt noch zum Zeitpunkt der Beendigung der Bauarbeiten vorgesehen war (a. A.: Horst Slevogt). Unter anderem wird zur Begründung dieser Auffassung auf die Projektentwürfe (um 1520) und auf die zur späteren Baufortsetzung dem Mauerwerk bereits eingelassenen Wartezahnung verwiesen. Nach Angaben existieren auch Hinweise darauf, dass für einen späteren Zeitpunkt auch der Bau eines neuen Kirchturms im Osten geplant war und dass bei Baubeginn 1521 letztlich aus Sankt Nicolai ein Dom entstehen sollte (Schinkel).

### Vierte bauliche Veränderung

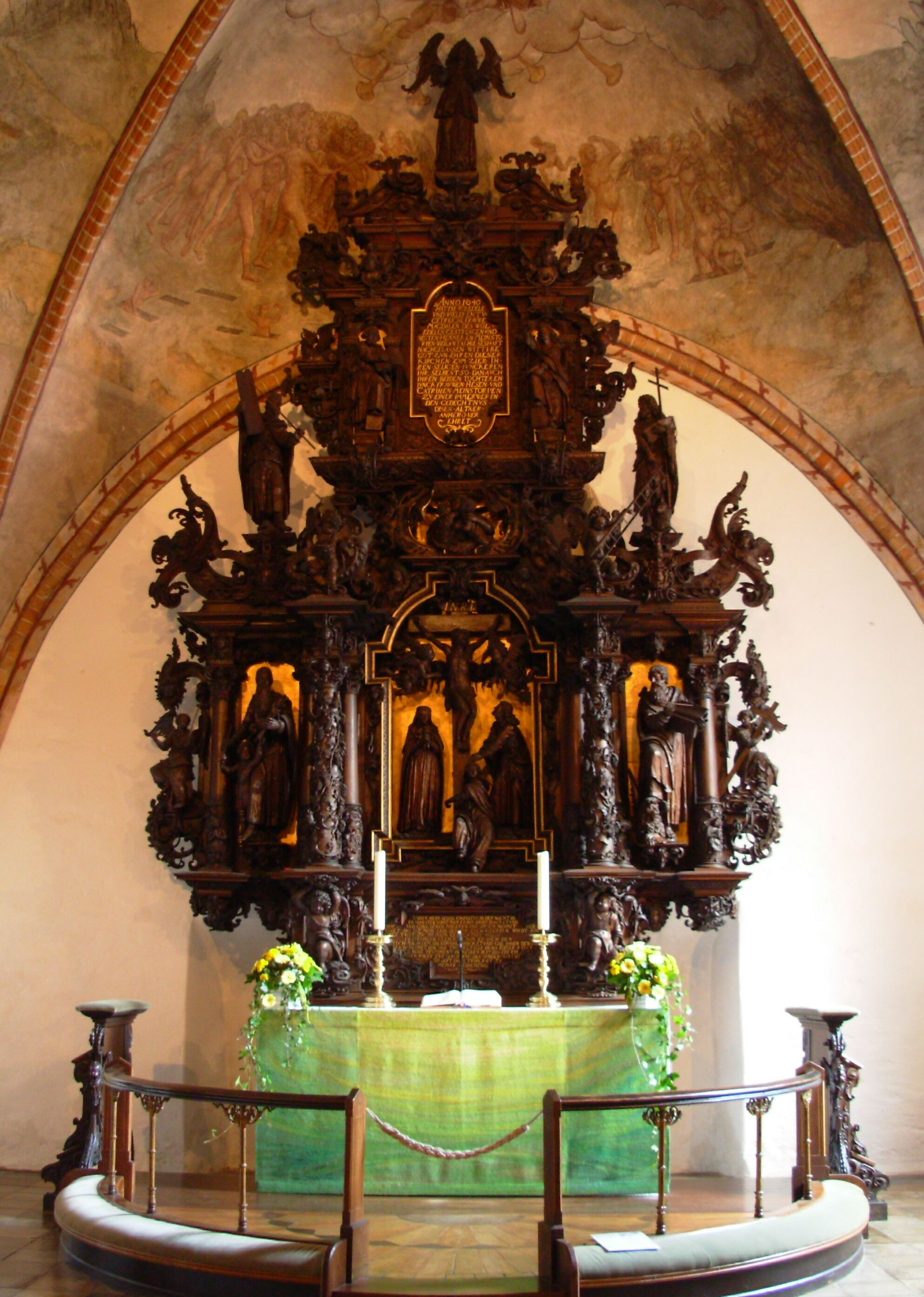
Gudewerdt-Altar

Der noch erhalten gebliebene Backsteinkirchturm wurde 1612 aus ungeklärten Ursachen stark beschädigt, einige Quellen berichten, es habe einen Blitzeinschlag gegeben, andere Quellen behaupten, es habe dort gebrannt, allerdings gibt es keinerlei Hinweise auf Brandspuren oder ähnliches am Mauerwerk. Daraufhin wurde 1619 das Kirchendach – unter Abtragung der Reste des alten Turmdaches – über den Turm gezogen, so dass die Nicolaikirche heute über einen „Turm in der Kirche“ verfügt. Als Ersatz wurde der noch heute existente Dachreiter auf den Dachfirst gesetzt.

### Anbauten an der Nordostseite
Nacheinander befanden sich mehrere Anbauten an der Nordostseite im Eck zwischen Mauerwerk der ursprünglichen Kirche und dem Hallenbau von 1530. Das in der Kirche ausgestellte Gebäudemodell zeigt einen von der Wand des Hallenbaus abgesetzten Anbau. Um das Jahr 1900 stand dort ein Anbau mit der Grundrissform eines Viertel-Achteckbaues, der bis an die Mauern des Hallenbaus reichte. Der heute dort bestehende Anbau wurde im Jahre 1913 errichtet.

## Inneres

### Altar
Der hochbarocke eichene Altaraufsatz aus der Zeit um 1640 stammt von Hans Gudewerdt dem Jüngeren. In der Mitte ist Christus am Kreuz zu sehen, zu seinen Seiten Maria und Johannes. Die Figur der Maria Magdalena, die auf dem Holzrahmen sitzt, wurde von Gudewerdt erst später hinzugefügt. Die Szene wird von Weinlaubsäulen umrahmt, zwischen denen die Evangelisten Markus und Matthäus stehen. Engelsfiguren an den Außenseiten symbolisieren den Glauben und die Gerechtigkeit.
Über der Kreuzigungsszene ist eine Figur der Caritas zu sehen, links davon Moses mit den Gesetzestafeln und rechts Johannes der Täufer, ferner die Evangelisten Lukas und Johannes. Ein Abendmahlsengel mit Brot und Weinkelch schließt die Komposition nach oben ab.

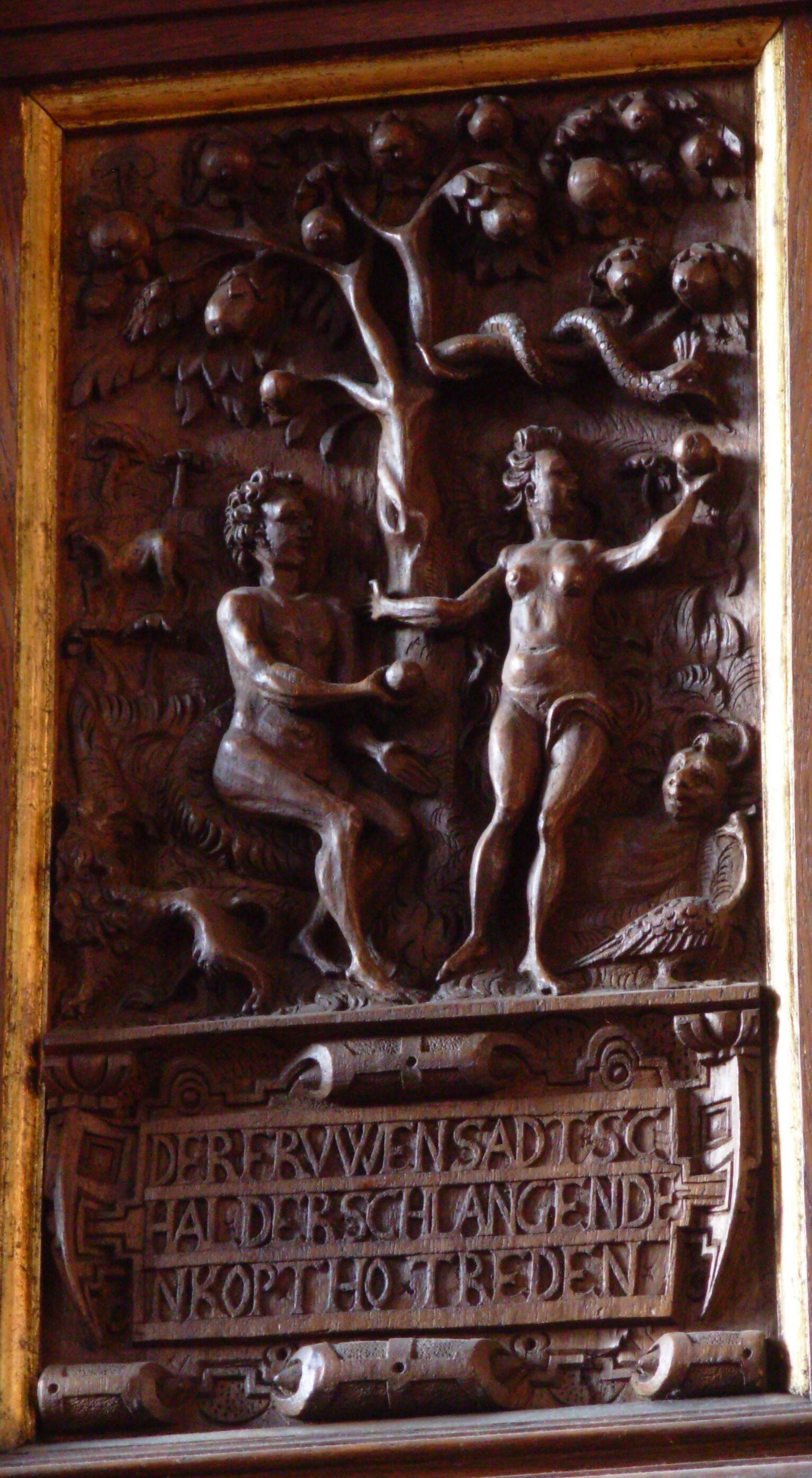
Adam und Eva von Hans Gudewerth dem Älteren

### Kanzel

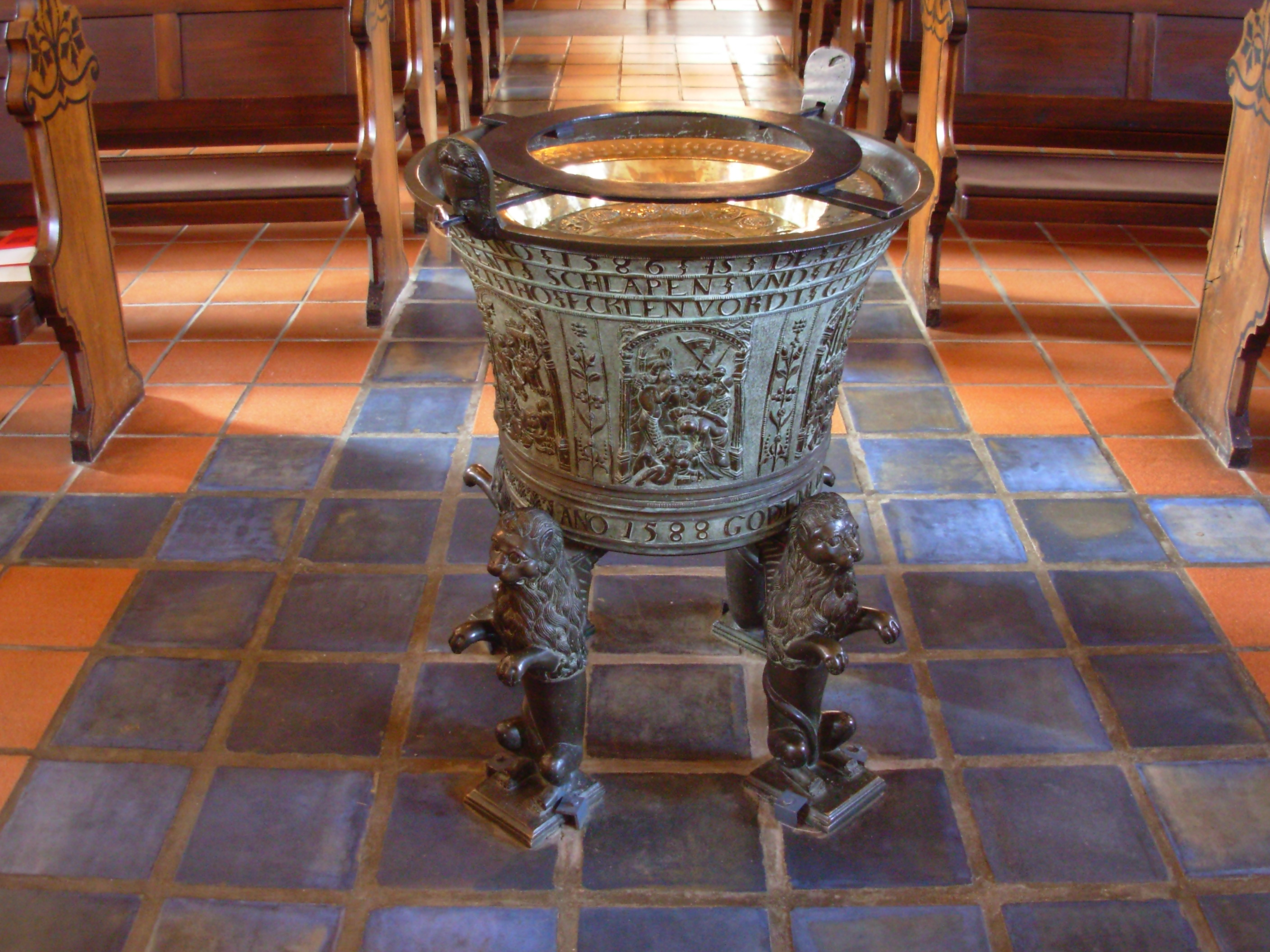
Die Bronzefünte von 1588

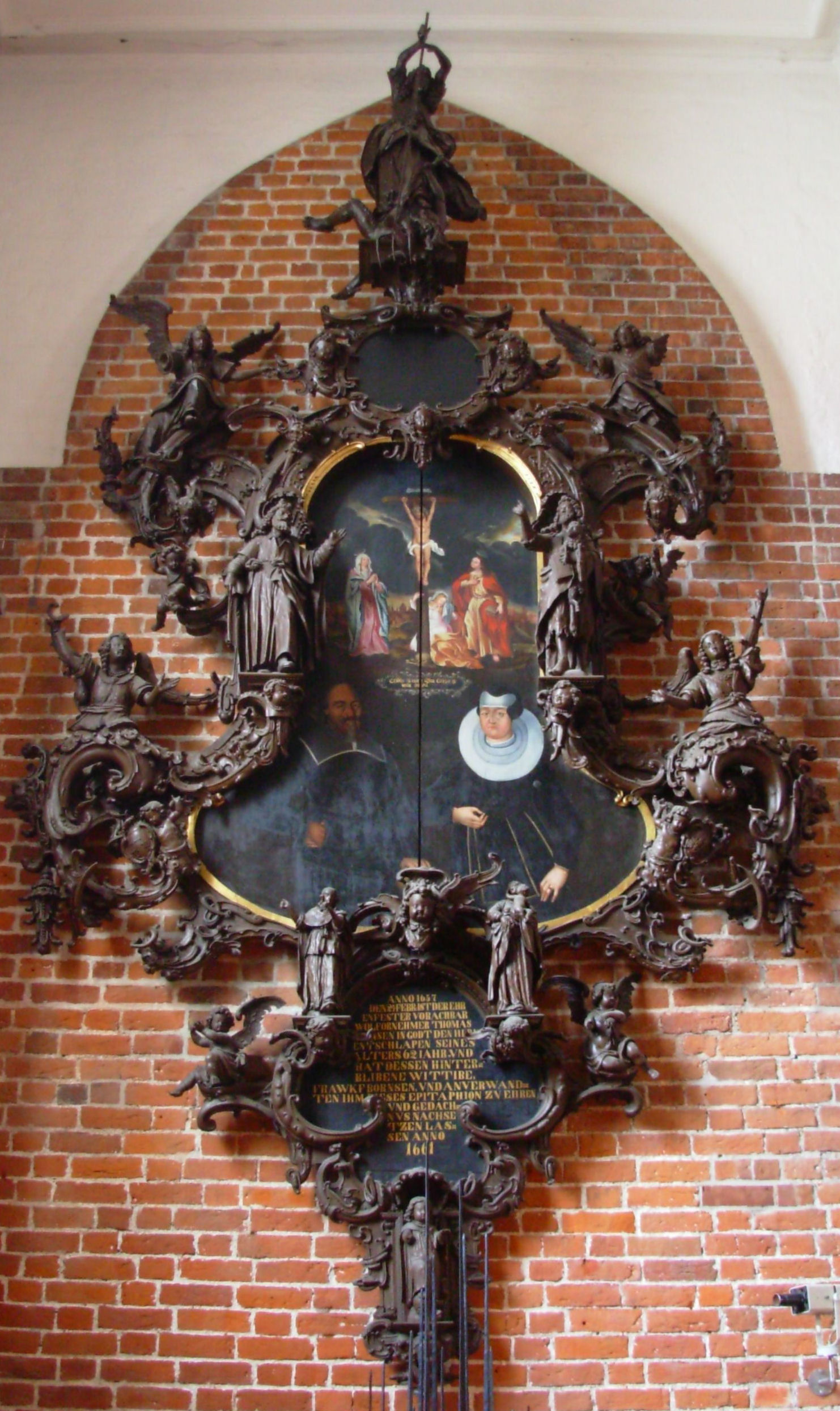
Börnsen-Epitaph

Die Kanzel befand sich ursprünglich an einem Rundpfeiler. Nachdem sie bei einem Sturmhochwasser 1872 beschädigt worden war, wurde sie in neuer Gestalt an die Ostwand des Kirchenschiffs versetzt. Von der alten Kanzel sind noch die Bildtafeln aus der Renaissance erhalten, die Hans Gudewerdt der Ältere schuf, sowie eine alte Tür, die sich heute am Westausgang des Turmraumes befindet. An der Treppe der Kanzel sind Bilder aus dem Leben Jesu zu sehen, den Kanzelkorb zieren Szenen aus dem Alten und dem Neuen Testament mit plattdeutschen Inschriften sowie Apostelfiguren. Der Schalldeckel wurde im Jahr 1915 von dem Kieler Holzschnitzer W. Hansen geschaffen.

### Taufkessel
Der glockenförmige Taufkessel wurde 1588 von dem Flensburger Glockengießer Michel Dibler aus Bronze gegossen und zeigt Motive der Passion Christi. Er wird von vier Löwenfiguren getragen. Die Wappenschilde, die früher vor diesen Löwen platziert waren, sind nicht erhalten.

### Epitaphien und Gräber

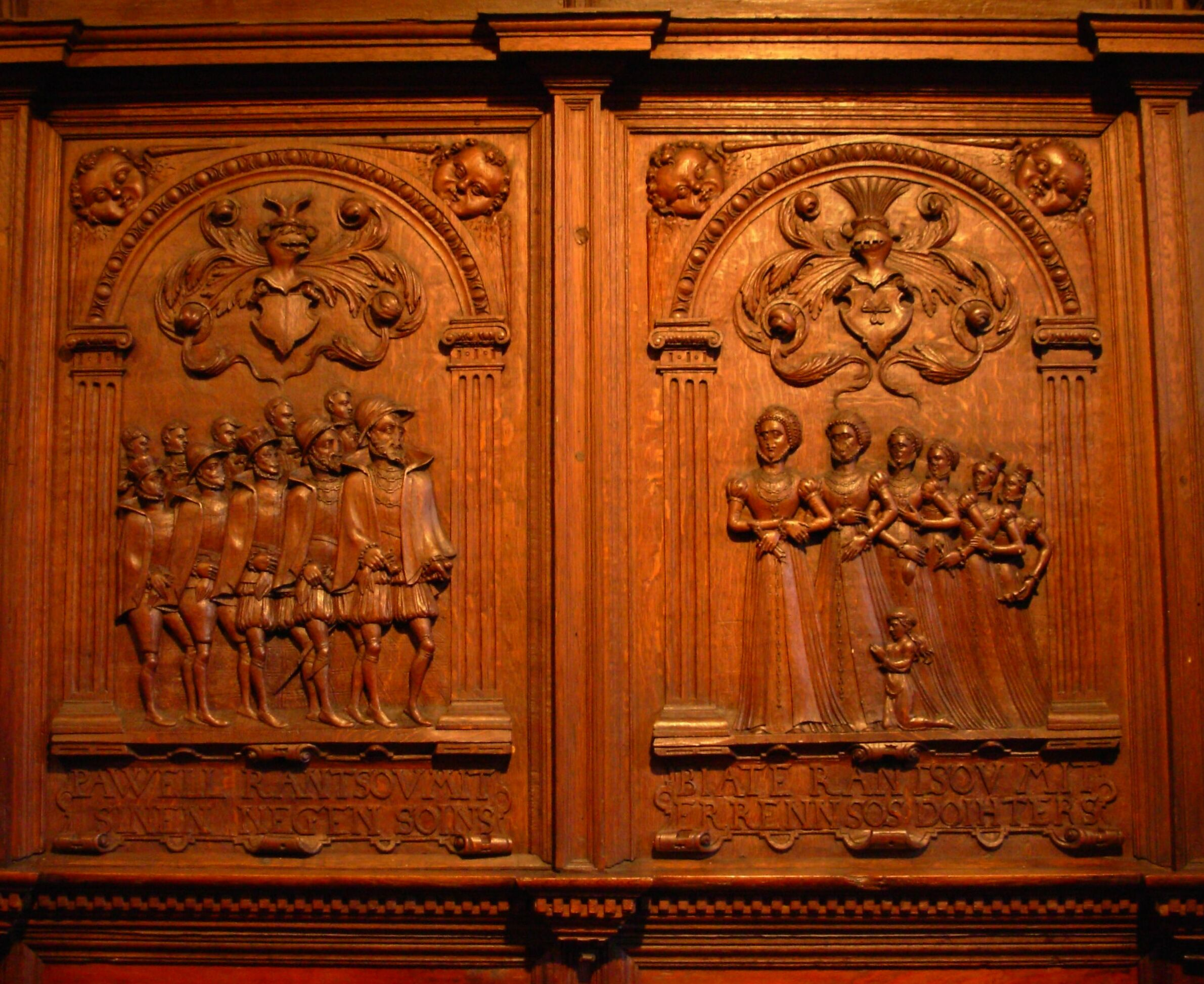
Paul Rantzau mit neun Söhnen und seine Frau Beate mit sechs Töchtern, 1578, Kirchengestühl in St. Nicolai

Mehrere Grabdenkmäler sind in St. Nicolai zu sehen. Hans Gudewerdt der Jüngere schuf 1661 das Epitaph für Thomas Börnsen, dessen Rahmen um das Bild des Stifterpaares zahlreiche Engelsfiguren zeigt, sowie 1653 das Riepenau-Epitaph, das neben einer geschnitzten Christusfigur die Allegorien des Glaubens und der Hoffnung zeigt. In St. Nicolai wurde auch der Alchemist von Louisenlund, Graf von Saint Germain, bestattet, doch ist sein Grabstein nicht erhalten. Er fiel Ostseehochwasser von 1872 zum Opfer.

### Kirchengestühl der Familie Rantzau
Ciriacus Dirkes – ebenfalls ein Bildschnitzmeister der Eckernförder Bildschnitzerschule und vermutlich dort Lehrmeister von Hans Gudewerdt dem Älteren – schuf 1578 das Kirchengestühl. Es zeigt die dem Ritterstand angehörige Familie Paul und Beate Rantzau mit ihren Kindern (siehe Detailfoto) und die Vorfahren von Paul wie Beate Rantzau.

### Votivgabe
Schiffsmodelle als Votivgaben zum Dank für die Rettung aus Seenot waren über Jahrhunderte in Kirchen an der See üblich. 1842 stiftete Johann David Horchfeil das etwa zwei Meter lange und 1,70 Meter hohe Modell einer Fregatte namens David, das an der Decke der Kirche aufgehängt wurde. Für dieses Schiff gibt es jedoch, im Gegensatz zu den üblichen Votivschiffen, kein historisches Vorbild. Vermutlich sollte die David mit ihrem programmatischen Namen und ihrer schleswig-holsteinischen Flagge dem Wunsch Ausdruck verleihen, dass Schleswig-Holstein bald den Goliath Dänemark besiegen möge. Das Modell ist mit Kanonen bestückt und besitzt eine funktionsfähige Takelage. Im Winter 2007/08 wurde das Modell, das unter Holzwurmbefall gelitten hatte, in etwa 400 Arbeitsstunden restauriert.

### Orgeln

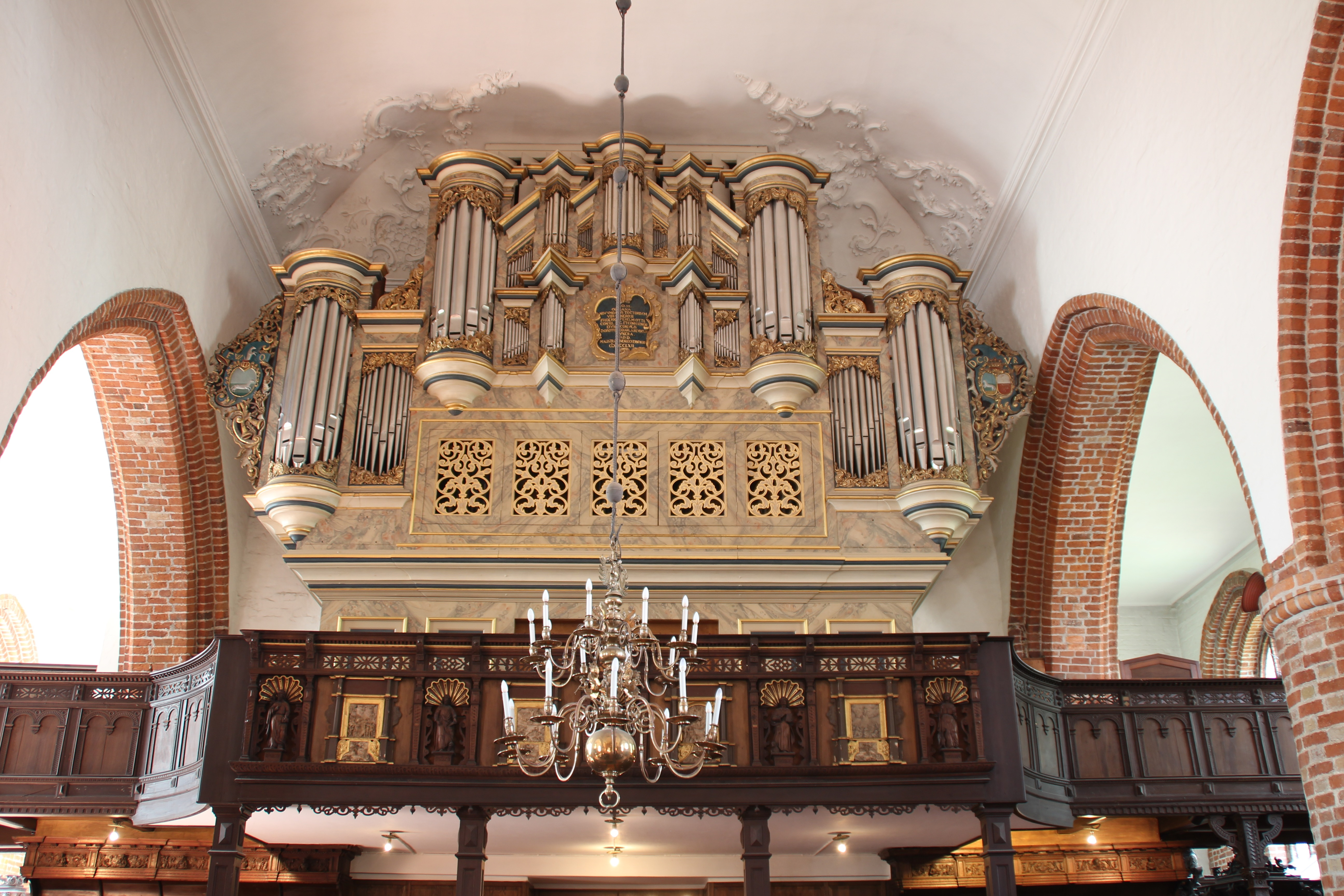
Prospekt der Hauptorgel von Heßler

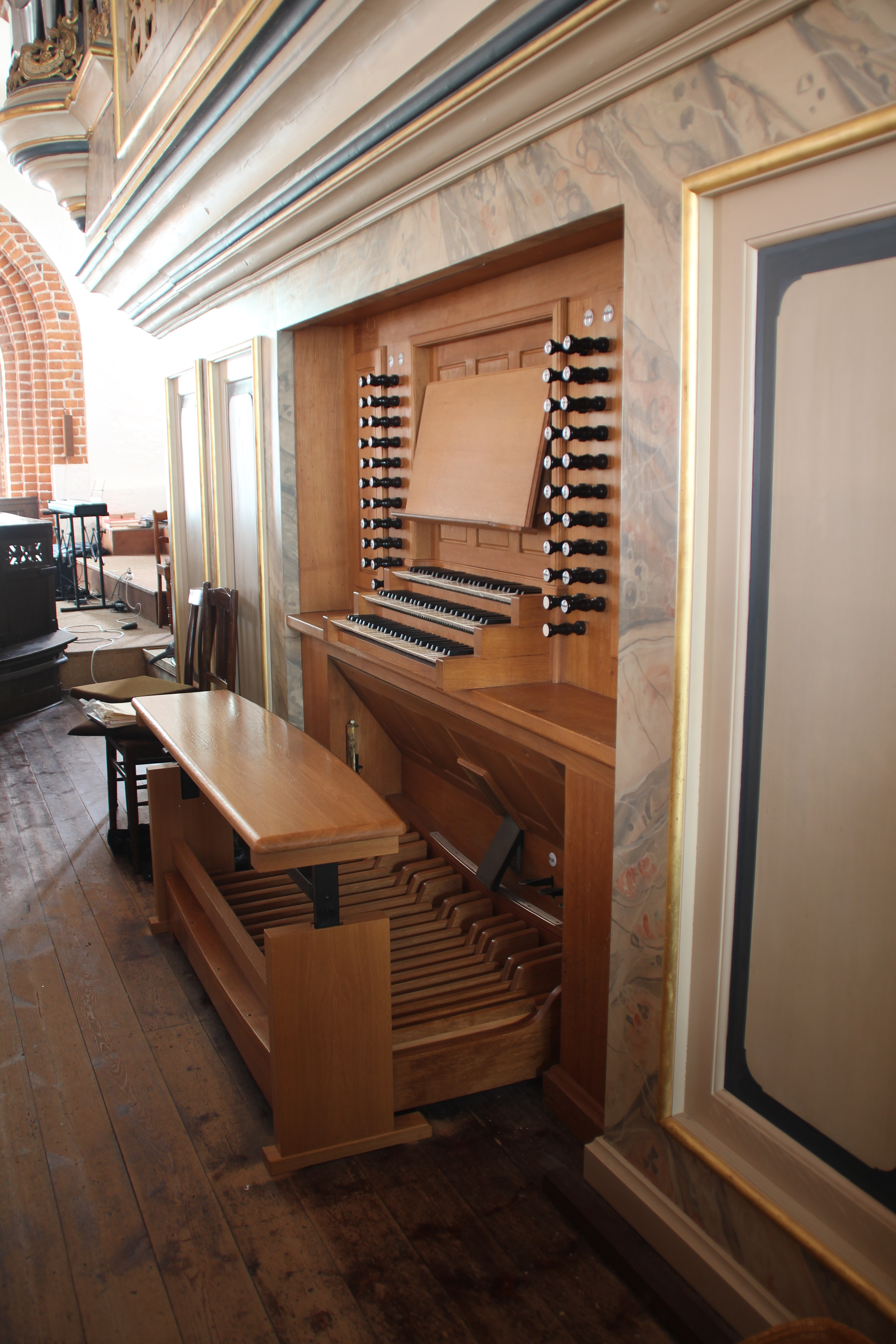
Spielschrank der Hauptorgel von 1984/85 (Zustand 2016)

Friedrich Wilhelm Otte und seine Ehefrau Dorothea Charlotte, geb. von Reventlow, stifteten die 1762 von Hans Georg Heßler gebaute Orgel. Von dieser Stiftung legen die Wappen und Initialen am Prospekt Zeugnis ab. Ursprünglich hatte die Orgel zwölf Register im Hauptwerk sowie acht im Oberwerk und vermutlich auch acht im Pedal. Sie wurde jeweils 1830, 1876/77, 1888 und 1910 restauriert und verändert. 1917 wurden die ursprünglichen Prospektpfeifen eingeschmolzen. An der Umgestaltung von 1930 wirkte Hans Henny Jahnn mit. Bei dieser Gelegenheit wurde die obere Empore beseitigt, auf der die Orgel bislang ihren Standort gehabt hatte. Auch das Gehäuse wurde erweitert. Die Orgel erhielt ein neues Oberwerk mit neun Registern und einen neuen Platz auf der unteren Empore. 1964 wurde sie repariert und 1974/77 mit historischen Pfeifen ausgestattet. Die Windladen wurden 1984/85 restauriert. Zu diesem Zeitpunkt erhielt die Orgel auch eine neue Registermechanik und einen neuen Spieltisch. Im Jahr 2010 erfolgt eine Reinigung und Instandsetzung durch die Werkstätte für Orgelbau Mühleisen. Dieselbe Werkstatt nahm im Sommer 2019 eine Überarbeitung der Spieltraktur vor, in deren Rahmen die Manualverteilung geändert (das Hauptwerk wurde auf das untere Manual gelegt) und eine neue elektrische Registertraktur mit Setzeranlage eingebaut wurde. Heute hat das Schleifladen-Instrument 37 klingende Register und knapp 2500 Pfeifen auf drei Manualen und Pedal. Die Spieltraktur ist mechanisch, die Registertraktur seit Sommer 2019 elektrisch. Die Orgel wird neben den Gottesdiensten auch für Konzerte genutzt. Nach der Anschrift am Spielschrank lautet die seit 1984/85 bestehende Disposition lautet:
| I Hauptwerk C–f3 |                |         |
| 01.              | Quintatön      | 16′     |
| 02.              | Prinzipal      | 08′     |
| 03.              | Gedackt        | 08′     |
| 04.              | Oktave         | 04′     |
| 05.              | Flöte          | 04′     |
| 06.              | Quinte         | 03′     |
| 07.              | Oktave         | 02′     |
| 08.              | Terz           | 01 3⁄5′ |
| 09.              | Mixtur IV-VI 0 |         |
| 10.              | Zimbel II      |         |
| 11.              | Trompete       | 08′     |
|                  | Tremulant      |         |

| II Brustwerk C–f3 |             |     |
| 12.               | Rohrflöte   | 08′ |
| 13.               | Prinzipal   | 04′ |
| 14.               | Spitzflöte  | 04′ |
| 15.               | Oktave      | 02′ |
| 16.               | Terzian II  |     |
| 17.               | Scharf III  |     |
| 18.               | Krummhorn 0 | 16′ |
| 19.               | Regal       | 08′ |
|                   | Tremulant   |     |

| III Oberwerk C–f3 |             |        |
| 20.               | Quintade    | 8′     |
| 21.               | Salizet     | 8′     |
| 22.               | Gemshorn    | 4′     |
| 23.               | Nasat       | 2 ⁄3′  |
| 24.               | Rohrflöte   | 2′     |
| 25.               | Terz        | 1 3⁄5′ |
| 26.               | Blockflöte  | 1′     |
| 27.               | Scharf IV   |        |
| 28.               | Krummhorn 0 | 8′     |
|                   | Tremulant   |        |

| Pedalwerk C–f1 |                   |     |
| 29.            | Subbaß            | 16′ |
| 30.            | Prinzipal         | 08′ |
| 31.            | Gedackt           | 08′ |
| 32.            | Oktave            | 04′ |
| 33.            | Nachthorn         | 02′ |
| 34.            | Rauschpfeife IV 0 |     |
| 35.            | Posaune           | 16′ |
| 36.            | Trompete          | 08′ |
| 37.            | Klarine           | 04′ |

- Zimbelstern
- Koppeln: II/I, III/I, I/P, III/P
- Setzeranlage

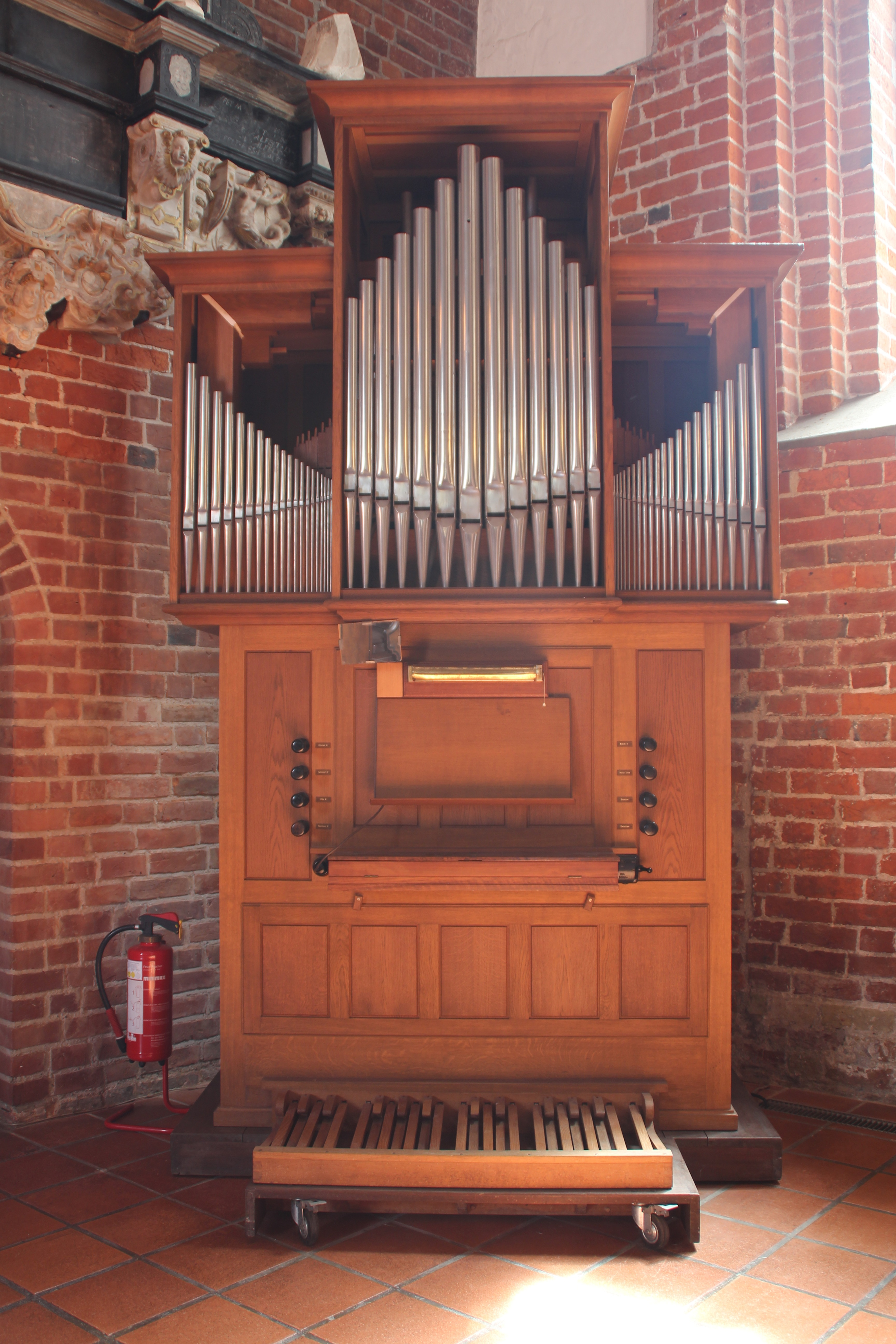
Chororgel an der Südostecke des Kirchenschiffs

In der südöstlichen Ecke des Kirchenschiffes in der Nähe des Chorraums befindet sich eine Kleinorgel, die auf einem fahrbaren Podest aufgebaut ist, jedoch überwiegend stationär genutzt wird. Das Instrument hat 6 Register auf einem Manual (C–f3: Gedackt 8′, Salicional 8′, Principal 4′, Flöte 4′, Gemshorn 2′, Mixtur II); das Pedal ist angehängt. In der mittleren Prospektpfeife ist ein Loch sichtbar, durch das einmal die Achse eines Zimbelsterns geführt wurde; der sichtbare Teil des Zimbelsterns wurde entfernt. Ob die Spieleinrichtung selbst noch vorhanden ist, ist nicht erkennbar.
Weiterhin befindet sich in der Kirche noch eine fahrbare Truhenorgel des Orgelbauers Ulrich Babel aus Gettorf mit drei Registern auf einem Manual (C–f3: Gedackt 8′, Rohrflöte 4′, Schwiegel 2′).